# Pilosella densiflora
Pilosella densiflora — вид рослин з родини айстрових (Asteraceae), поширений у Європі й Туреччині.

## Опис
Багаторічна волосиста трава з розеткою листя. Стебло пряме, волосате, довжиною 30–80 см, зазвичай просте, часто злегка вигнуте. Квіти жовті. Сім'янки коричнево-чорні.

## Поширення
Поширений у Європі й Туреччині.